# Ниргит
Ниргит — деревня в Тулунском районе Иркутской области России. Входит в состав Гуранского муниципального образования. Находится примерно в 30 км к северу от районного центра — города Тулун.

## Население
| 2002 | 2010 | 2011 | 2012 |
| ---- | ---- | ---- | ---- |
| 104  | ↘101 | →101 | ↘100 |

По данным Всероссийской переписи, в 2010 году в деревне проживал 101 человек (53 мужчины и 48 женщин).